# Дзюн Это
Дзюн Это (яп. 江藤 淳 Это: Дзюн, 25 декабря 1932 года — 21 июля 1999 года) — японский литературный критик, прозаик, работавший под псевдонимом. Настоящее имя — Ацуо Эгасира (江頭淳夫). Видный представитель послевоенного японского литературоведения (ведущий специалист по творчеству Нацумэ Сосэки). Начиная с 50-х годов являлся одной из центральных и влиятельных фигур современной литературной жизни Японии. Также был известен своими консервативными политическими взглядами.
Капитальный труд «Сосэки и его время» (в трёх частях, 1970, 1993) награждён примией Кана Кикути и премией Номы. В числе других важных работ книга «Зрелость и утрата» (成熟と喪失, 1967), где развитие современной японской литературы уподобляется разрыву с матерью. В работах «Замкнутое языковое пространство — оккупационная цензура в послевоенной Японии» (閉された言語空間―占領軍の検閲と戦後日本, 1989) и «Конституция 1948 года: вынужденность её принятия и другие вопросы» (一九四六年憲法-その拘束―その他, 1980) Это исследовал цензуру, которой подвергались во время американской оккупации японские СМИ, и производность от неё так называемой «послевоенной демократии». Широкую огласку получил полудокументальный роман «Море возрождается» (海は甦える, 1976—1983, в 5 томах), где через жизнеописание некоего Ямамото из княжества Сацума изображаются последовавшие за открытием страны в конце XIX века зарождение и создание японского флота как олицетворение мучительного становления новой японской государственности (в 1977 году роман был экранизирован в виде телесериала). В 1975 году Это был удостоен императорской награды за достижения в области искусств.
После затяжной депрессии, вызванной кончиной супруги в конце 1998 года и перенесённым инсультом, сильно ограничившим его работоспособность, Это в возрасте 66 лет покончил жизнь самоубийством, перерезав вены в ванной своего дома в Камакуре. Труд всей своей жизни «Сосэки и его время» Это так и оставил незавершённым.